# François de Chevert

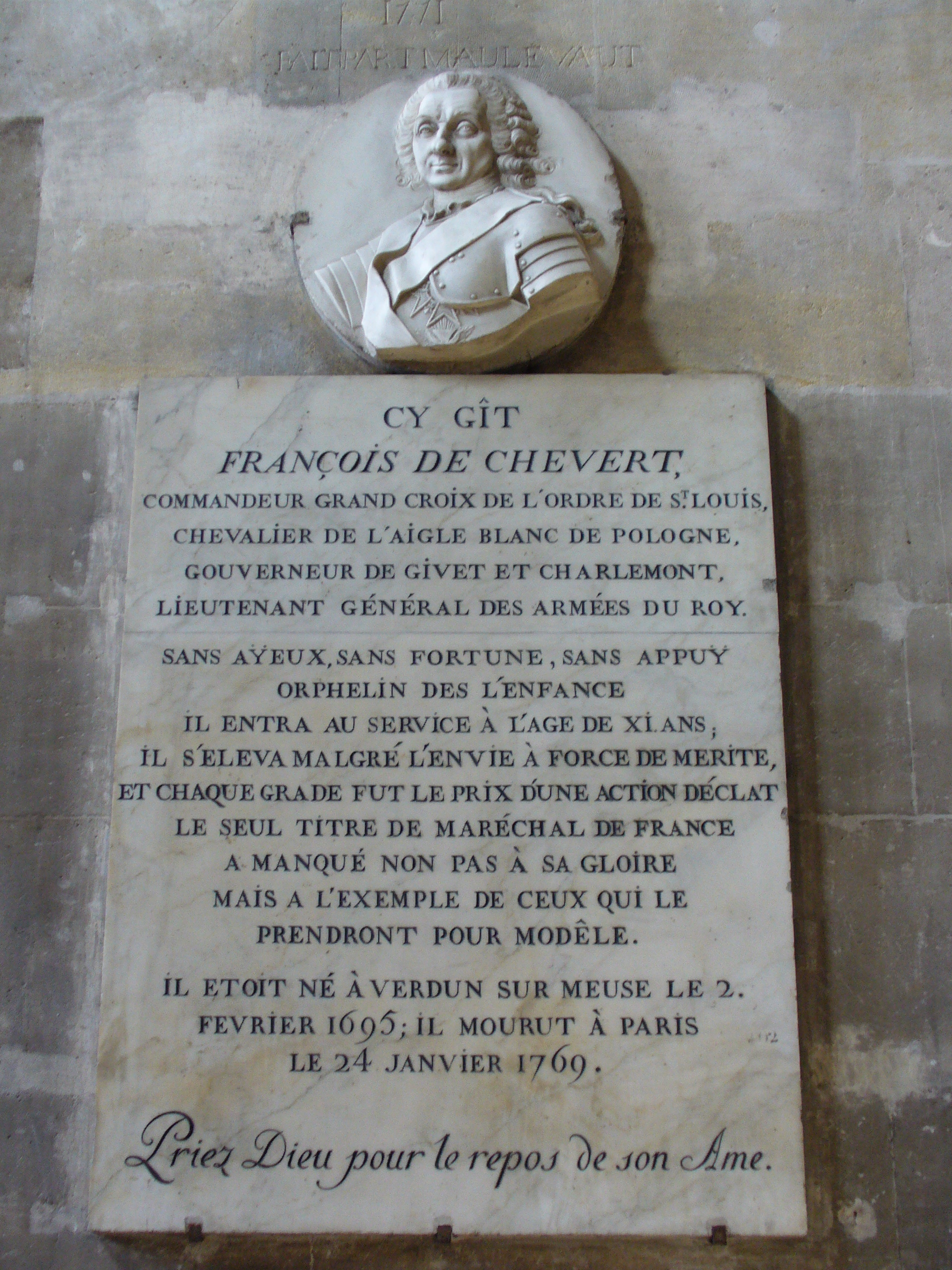
Grabstein des Generals Chevert in der Kirche St-Eustache de Paris

François de Chevert (* 2. Februar 1695 in Verdun; † 24. Januar 1769 in Paris) war ein französischer Heerführer. 

## Leben
François de Chevert trat 1706 in den Armeedienst ein, war 1728 Major (Chef der Regimentsverwaltung) des Régiment de Beauce in Toul und 1739 Colonel-lieutenant. Sein Verdienst und seine militärischen Fähigkeiten bewies er in den Feldzügen in Flandern, im Piemont und im Reich, worauf sein militärischer Aufstieg begründet war. 
Im ersten schlesischen Krieg gelang ihm am 26. November 1741 die Einnahme von Prag an der Spitze seiner Grenadiere und die Verteidigung der Stadt gegen die österreichischen Angreifer, was ihm den Rang eines Brigadier des armées du roi einbrachte. 
Danach beteiligte er sich an Feldzügen in der Dauphiné und in Italien, worauf er 1744 zum Maréchal de camp befördert wurde. Beim Feldzug in der Provence gelang ihm die Eroberung der Insel Sainte-Marguerite. Nach diesem Erfolg wurde er 1748 zum Lieutenant-général ernannt. 
Er den Befehl bei seinem letzten Feldzug im Siebenjährigen Krieg und trug zum Sieg in der Schlacht bei Hastenbeck teil. Im Laufe seiner ruhmreichen militärischen Laufbahn, in der er alle Stufen durchschritt, schien François de Chevert ausschließlich von Erfolgen gekrönt zu sein. 
Als Major seines Regiments wurde er 1742 mit dem Orden „Chevalier de Saint-Louis“, 1754 mit dem „Commandeur“-Orden und  1758 mit dem „Grand Croix“ Orden ausgezeichnet und in demselben Jahr zum „Ritter des weißen Adlers“ in Polen geschlagen. 
Bis zu seinem Tod war er Gouverneur von Stadt und Zitadelle Givet.

## Inschrift auf seinem Grabstein
Dies ist der Wortlaut der von Diderot verfassten Inschrift auf dem Grabstein von François de Chevert in der St-Eustache de Paris:
„Ohne Ahnen, ohne Vermögen, ohne Unterstützung, ohne Eltern seit der frühen Kindheit, trat er mit 11 Jahren in den Militärdienst ein. Trotz zahlreicher Neider gelang ihm der verdiente militärische Aufstieg, und jeder höhere Grad war das Ergebnis einer Ruhmestat. Nur der Marschallstab fehlte, jedoch nicht zu seinem Ruhm, sondern als Beispiel für alle, die ihn zum Vorbild nehmen.“